# Марута Андріян Олександрович (Григорович)
Андрія́н Григоро́вич Мару́та (1898, Конотоп — 1975, Конотоп) — український бандурист. Учитель бандуриста Олександра Ковшара.

## Життєпис
Був віртуозом гри на бандурі.
Керував ансамблями бандуристів. Зокрема 1926—1927 року разом з Олександром Ковшаром, його старшим братом, а також з С. Д. Нечипоренком організував ансамбль бандуристів при Конотопському відділі народної освіти.
Грав в Конотопській капелі бандуристів «Відродження» під орудою П. П. Кононенка.
В похилому віці керував самодіяльними гуртками бандуристів.
1971 року за дорученням Кобзарського об'єднання музично-хорового Товариства УРСР разом з Олександром Ковшаром грав на могилі Тараса Шевченка в Каневі.
Працював на Конотопському паровозоремонтному заводі та в Конотопському технікумі залізничного будівництва.
Пішов з життя 1975 року.